# Balance (álbum de Van Halen)
Balance es el décimo álbum de estudio de la banda estadounidense de hard rock Van Halen, lanzado en 1995.

## Listado de canciones
1. "The Seventh Seal" – 5:18
2. "Can't Stop Lovin' You" – 4:08
3. "Don't Tell Me (What Love Can Do)" – 5:56
4. "Amsterdam" – 4:45
5. "Big Fat Money" – 3:57
6. "Strung Out" (Instrumental) – 1:29
7. "Not Enough" – 5:13
8. "Aftershock" – 5:29
9. "Doin' Time" (Instrumental) – 1:41
10. "Baluchitherium" (Instrumental) – 4:05
11. "Take Me Back (Déjà Vu)" – 4:43
12. "Feelin'" – 6:36
13. "Crossing Over" (bonus track Japón) – 4:49

Todos los títulos compuestos por Eddie Van Halen, Sammy Hagar, Michael Anthony y Alex Van Halen
- En Japón el álbum fue lanzado sin Balichiterium por cuestiones de minutaje y con las canciones en un orden ligeramente distinto. El bonus track Crossing Over se usó como Cara-B del sencillo Can't Stop Lovin' You.

## Formación
- Eddie Van Halen- guitarra solista y rítmica, teclados, coros.
- Sammy Hagar- voz, guitarra rítmica y solista
- Alex Van Halen- batería.
- Michael Anthony- bajo, coros.

### Detalles técnicos
- Bruce Fairbairn – producción
- Erwin Musper, Mike Plotnikoff – técnicos
- Mike Fraser – mezcla
- George Marino – masterización
- Jeri Heiden – dirección artística-
- Randee Saint Nicholas, Glen Wexler (portada) – fotografía

- Datos: Q1753419